# Jordi el Niño Polla
Ángel Muñoz García (Ciudad Real, 11 de septiembre de 1994), más conocido como Jordi el Niño Polla, Jordi ENP o simplemente Jordi, es un actor pornográfico español.
Desde 2016 trabaja para la productora Brazzers, después de firmar un contrato en exclusividad.
Desde 2017, también compagina la carrera de actor porno con ser creador de contenidos en su cuenta de YouTube.
Su imagen ha sido utilizada en diferentes ocasiones como bulo de internet, lo que le ha convertido en un fenómeno viral.

## Carrera
García se interesó por primera vez en la actuación en películas para adultos a la edad de 18 años después de ver un anuncio de modelos en Internet. Después de enviar fotos de sí mismo, comenzó a actuar y producir para la compañía FaKings en 2013. Mientras trabajaba para la compañía, recibió el apodo de "El Niño Polla" de uno de los productores debido a su pequeño marco y apariencia juvenil.
En marzo de 2016, fue contactado a través de Twitter para hacer contenido para la productora Brazzers. Después de que una de sus escenas se convirtiera en el video más visto del año de la compañía, se le ofreció un contrato exclusivo. Hasta la fecha, ha actuado en 133 escenas para la compañía.  A principios de 2017, Vice News atribuyó su éxito entre varios otros jóvenes actores porno masculinos que están asociados como parte del aumento de la pornografía MILF. Ese mismo año, recibió una nominación al Premio AVN al Mejor Actor Revelación Masculino.

### Canal de YouTube
El 27 de octubre de 2017, creó un canal oficial de YouTube. Su primer video recibió más de 25 millones de visitas. En menos de dos meses, el canal de recibió el Botón de Oro, un logro de YouTube por superar los 1.000.000 de suscriptores. A partir del 13 de mayo de 2021, su canal ha acumulado más de 4 millones de suscriptores y 393 millones de visitas.

## Reconocimientos y nominaciones
En noviembre de 2016, fue nominado a Mejor actor revelación en los Premios AVN.
Según el portal Pornhub, ha sido elegido actor porno más popular en sus búsquedas a nivel mundial tres años consecutivos, de 2017 a 2020.
Ganó en tres ocasiones el Premios Ninfa a la mejor interpretación masculina protagonista en el Festival Internacional de Cine Erótico de Barcelona.

## Filmografía
- The Parodies 7
- Rocco's Intimate Castings 4
- The Parodies 6
- Ma mère préfère les jeunes
- Nacho: Perverted
- Fucking Amateurs 4: MILFs[24]

## Premios y nominaciones
| Año  | Obra nominada y artista | Categoría                  | Resultado | Ref.   |
| ---- | ----------------------- | -------------------------- | --------- | ------ |
| 2017 | Jordi El Niño Polla     | Mejor Revelación Masculina | Nominado  | [ 25 ] |

| Año  | Obra nominada y artista | Categoría                                    | Resultado | Ref.   |
| ---- | ----------------------- | -------------------------------------------- | --------- | ------ |
| 2018 | Jordi El Niño Polla     | Intérprete más divertido (Fan Award)         | Ganador   | [ 26 ] |
| 2018 | Jordi El Niño Polla     | Intérprete masculino más popular             | Ganador   | [ 26 ] |
| 2019 | Jordi El Niño Polla     | Intérprete masculino más popular             | Ganador   | [ 27 ] |
| 2019 | Jordi El Niño Polla     | Intérprete masculino más popular por mujeres | Nominado  | [ 28 ] |
| 2020 | Jordi El Niño Polla     | Intérprete masculino más popular             | Ganador   | [ 29 ] |
| 2022 | Jordi El Niño Polla     | Mejor Intérprete de Big Dick                 | Ganador   | [ 30 ] |

| Año  | Obra nominada y artista | Category                       | Resultado | Ref.   |
| ---- | ----------------------- | ------------------------------ | --------- | ------ |
| 2020 | Plow-Her Walking        | Mejor Escena de Sexo - Comedia | Nominado  | [ 31 ] |

| Año  | Obra nominada y artista | Categoría                    | Resultado | Ref.   |
| ---- | ----------------------- | ---------------------------- | --------- | ------ |
| 2020 | Jordi El Niño Polla     | Intérprete Masculino del Año | Nominado  | [ 32 ] |
| 2021 | Jordi El Niño Polla     | Intérprete Masculino del Año | Nominado  | [ 33 ] |

| Año  | Obra nominada y artista | Categoría      | Resultado | Ref.   |
| ---- | ----------------------- | -------------- | --------- | ------ |
| 2017 | Jordi El Niño Polla     | Nuevo semental | Nominado  | [ 34 ] |